# Leucocarcelia argyrata
Leucocarcelia argyrata là một loài ruồi trong họ Tachinidae.